# 69 Pułk Artylerii Przeciwlotniczej
69 Pułk Artylerii Przeciwlotniczej (69 paplot.) – oddział artylerii przeciwlotniczej ludowego Wojska Polskiego.

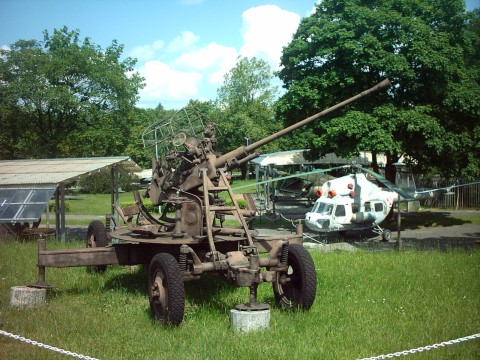
37 mm armata przeciwlotnicza wz. 1939

## Formowanie i zmiany organizacyjne
Pułk „wojenny”
Pułk sformowany został na podstawie rozkazu Nr 8 Naczelnego Dowódcy Wojska Polskiego z 20 sierpnia 1944. Organizacja jednostki rozpoczęta została 2 września 1944 w Kolonii Wrotków (obecnie dzielnica Lublina), w składzie 3 Dywizji Artylerii Przeciwlotniczej (2 Armii WP) według etatu pułku artylerii przeciwlotniczej małego kalibru. 25 października 1944 w Konstantynowie żołnierze pułku złożyli przysięgę.
Jednostka walczyła pod Lichtenbergiem i Leppersdorfem, gdzie prowadziła ciężkie walki obronne również z nieprzyjacielem naziemnym. 26 i 27 kwietnia wyróżniła się w walkach o przerwanie pierścienia okrążenia 9 Dywizji Piechoty. Szlak bojowy zakończyła 8 maja 1945 w rejonie Neustadt.
Na podstawie rozkazu Nr 0236/Org. ND WP z dnia 8 września 1945 pułk został rozformowany. Na bazie oddziałów 3 DAPlot., w garnizonie Leszno, zorganizowany został 86 Pułk Artylerii Przeciwlotniczej.
69 Leszczyński Pułk Przeciwlotniczy im. gen. dyw. Stefana Roweckiego „Grota”
Na podstawie rozkazu Nr 0045/Org. Ministra Obrony Narodowej z dnia 17 maja 1951, w terminie do 1 grudnia 1951, w garnizonie Żary, w składzie 11 Dywizji Artylerii Przeciwlotniczej, według etatu Nr 4/68 pułku artylerii przeciwlotniczej małego kalibru został sformowany 80 pułk artylerii przeciwlotniczej. Organizację oddziału przeprowadzono na bazie dywizjonu wydzielonego ze składu 84 pułku artylerii przeciwlotniczej.
Na podstawie rozkazu Nr 001/Org. Ministra Obrony Narodowej z dnia 4 stycznia 1956 jednostka w terminie do 1 lutego 1956 wyłączona została ze składu 11 DAPlot., przeformowana na etat Nr 4/132, podporządkowana bezpośrednio dowódcy Śląskiego Okręgu Wojskowego. Pułk przeniesiono do garnizonu Leszno.
Na przełomie 1962 i 1963 roku pułk zredukowano o dywizjon armat średniego kalibru.
Na podstawie rozkazu Nr 025/MON Ministra Obrony Narodowej z dnia 30 września 1967 80 pułk artylerii przeciwlotniczej przejął tradycje, nazwę i numer 69 pułku artylerii przeciwlotniczej. Tym samym rozkazem dzień 16 kwietnia ustanowiony został dorocznym świętem jednostki.
Z dniem 31 grudnia 2011 69 pułk został rozwiązany, a dwa dywizjony (z pozostawieniem miejsca stacjonowania w garnizonie Leszno), włączone w skład 4 pułku przeciwlotniczego w Czerwieńsku nad Odrą.

## Żołnierze pułku
Dowódcy pułku:
- mjr Iwan Agurajew (1944-1945)
- mjr Edward Król (1951-1952)
- mjr Roman Furyk (1952-1954)
- mjr Mieczysław Kordas (1954-1955)
- mjr Kazimierz Pundyk (1955-1956)
- ppłk Józef Chmieluk (1956-1964)
- ppłk dypl. Stanisław Domański (1964-1968)
- ppłk dypl. Czesław Głowacki (1968-1974)
- ppłk dypl. Marian Piękosz (1974-1977)
- mjr dypl. Tadeusz Jauer (1977-1979)
- mjr dypl. Gustaw Kolarz (1979-1984)
- mjr dypl. Zdzisław Patoła (1984-1987)
- mjr dypl. Henryk Karaś (1987-1991)
- ppłk dypl. Mirosław Rochmankowski (1991-2004)
- ppłk dypl. Ryszard Kretkowski (2004-2007)
- płk dypl. Marek Śmietana (2007-2011)

## Struktura organizacyjna
Dowództwo i sztab
- 4 x bateria artylerii przeciwlotniczej
- kompania wielkokalibrowych karabinów maszynowych
- pluton sztabowy
- pluton amunicyjny
- kwatermistrzostwo

Stan etatowy pułku liczył 520 żołnierzy. Na jego uzbrojeniu i wyposażeniu znajdowały się:
- 37 mm armaty przeciwlotnicze - 24
- 12,7 mm przeciwlotnicze karabiny maszynowe - 16
- samochody - 69

## Marsze i działania bojowe
|  |  |  |  |  |